# Eesti Kirjastus
Eesti Kirjastus (estnisch ‚Estnischer Verlag‘) war ein estnischer Verlag während der deutschen Besetzung Estlands im Zweiten Weltkrieg (1941–1944).

## Gründung des Verlags
Nach der Besetzung Estlands durch die Wehrmacht im Juli 1941 und der Auflösung des „Staatlichen Verlagskomitees der ESSR“ wurden von den deutschen Machthabern zwei Verlage genehmigt, deren Hauptaufgabe in der Verbreitung von Unterrichtsmaterial bestand: „Eesti Kirjastus“ in Tallinn sowie „Tartu Eesti Kirjastus“, d. h. eine gleichnamige Filiale in Tartu. Anders während der ersten sowjetischen Okkupation 1940/41 gab es aber noch eine Reihe weiterer Verlage, in Tallinn beispielsweise den Verlag „Agronoom“ für landwirtschaftliche Literatur, einen Zeitungsverlag und einen Privatverlag, in Tartu verfügte auch die Universität noch über das Verlagsrecht.

## Verlegte Literatur
Insgesamt wurden gut 300 Bücher verlegt, 165 in Tallinn und 151 in Tartu. Im Bereich der schönen Literatur konzentrierte sich der Verlag auf Neudrucke klassischer estnischer Literatur, an neuen Titeln kamen lediglich gut 20 Bücher heraus. Darunter befanden sich jedoch auch Autorinnen und Autoren, die bis heute fest im Kanon der estnischen Literatur verankert sind, wie etwa August Gailit, Karl August Hindrey, August Mälk, Karl Ristikivi oder Marie Under.
Besonders hervorgehoben werden kann das zweibändige Werk Eesti rahva kannatuste aasta (‚Das Leidensjahr des estnischen Volkes‘), das 1943 in einer Auflage von 25.000 Exemplaren erschien und die Ereignisse des ersten Jahrs der Sowjetisierung Estlands dokumentierte. Es war in der nachfolgenden Sowjetzeit offiziell verboten, befand sich aber in vielen Haushalten und wurde heimlich gelesen.

## Sekundärliteratur
- Janika Tomingas (koost.): Eesti raamat 1941–1944. 1941. a. september – 1944. a. september. Eesti Rahvusraamatukogu, Tallinn 1997
- Aili Möldre: Eesti raamatu 100 aastat. AS Eesti Meedia, Post Factum, [Tallinn] 2018. 206 S.